# Marco Antonio Cervantes
Marco Antonio Cervantes Guillén (Ciudad de México, 17 de enero de 1968) es un exfutbolista mexicano que jugaba de portero.

## Trayectoria
Debutó con el Inter de Tijuana en 1991 en la Segunda División de México a los 21 años jugando una temporada., Sus inicios profesionales en el fútbol fueron en el club Atlante, logrando ser tercer portero del equipo a los 18 años de edad, posteriormente gracias a su calidad logró pasar por equipos como la Universidad de Guadalajara, donde al mando de Ignacio Trelles y Alberto Guerra, consolidó un estilo muy personal, cuatro años en esta Institución., El club Inter de Tijuana fue el inicio de una brillante historia, pues en este equipo logró clasificarse a la semifinal logrando parar tres penales a los venados de Yucatán, sin embargo cayeron ante el Pachuca, quien a la postre fue el campeón de ese torneo. Posterior llegaron equipos igual de importantes y competitivos como el Zacatepec, Querétaro, donde logró el debut en primera división bajo el mando de Rubén Matturano., Pachuca, equipo con grandes figuras del futbol internacional, como Carlos Leonel Trucco, quien fuera la gran figura Boliviana en el Mundial de futbol de Estados Unidos, equipo dirigido por  Carlos de los Cobos en la primera etapa y Mario Zanabria entrenador Argentino que no pudo lograr el ascenso perdiendo la final ante Celaya., y es precisamente el Celaya equipo donde el "chato" Cervantes lucio en el torneo de copa después de salir de los tuzos del Pachuca.., Los guerreros de Acapulco dirigido con el gran Juan Álvarez y Unión de Curtidores dirigidos por la EL "cinco copas" Antonio Carvajal también fueron parte de la historia de este gran portero.
Para el Invierno 98 se incorporó al Gallos de Aguascalientes donde se volvió referente y clave para el campeonato conseguido en el Invierno 2000 cuando vencieron de visitante a Reboceros de La Piedad sin embargo no consiguió el ascenso a la máxima categoría y luego de permanecer en la institución por cuatro años para el Apertura 2002 fue contratado por el Club Zacatepec jugando solo seis meses y termina su carrera profesional al término del torneo.
Es gratamente recordado por la afición de Gallos de Aguascalientes por la entrega, profesionalismo y amor a la institución hidrocálida, donde jugó por cuatro años.

### Clubes
| Club                       | País   | Año       |
| -------------------------- | ------ | --------- |
| Atlante                    | México | 1987-1989 |
| Universidad de Guadalajara | México | 1989-1991 |
| Inter de Tijuana           | México | 1991-1992 |
| Querétaro                  | México | 1993-1994 |
| Pachuca                    | México | 1994-1995 |
| Celaya                     | México | 1995-1996 |
| Acapulco                   | México | 1995-1996 |
| Unión de Curtidores        | México | 1996-1997 |
| Gallos de Aguascalientes   | México | 1998-2002 |
| Club Zacatepec             | México | 2002      |

## Palmarés

### Campeonatos nacionales
| Título                  | Club                     | País   | Año  |
| ----------------------- | ------------------------ | ------ | ---- |
| Primera División 'A'    | Gallos de Aguascalientes | México | 2000 |
| Copa Gobernador Durango | Querétaro FC             | México | 1993 |